# Балочки
Ба́лочки (укр. Балочки) — село, Чубаревский сельский совет, Пологовский район, Запорожская область, Украина.
Код КОАТУУ — 2324288202. Население по переписи 2001 года составляло 443 человека.

## Географическое положение

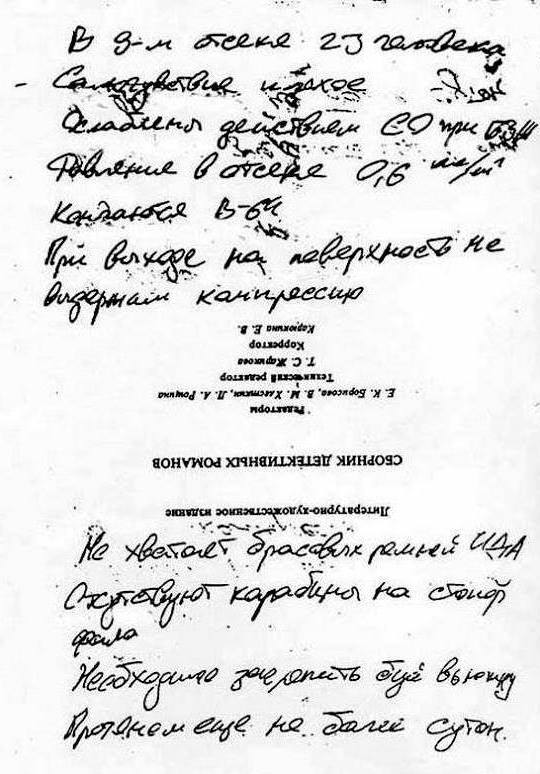
Предсмертная записка капитана-лейтенанта С. В. Садиленко: «В 9-м отсеке 23 человека. Самочувствие плохое. Ослаблены действием СО (углекислого газа) при БЗЖ (борьбе за живучесть). Давление в отсеке 0,6 кг/см². Кончаются В-64 (пластины регенерации воздуха РДУ (регенерационной двухъярусной установки)). При выходе на поверхность не выдержим компрессию. Не хватает брасовых ремней ИДА (изолирующих дыхательных аппаратов). Отсутствуют карабины на стопор-фале. Необходимо закрепить буй-вьюшку. Протянем еще не более суток».

Село Балочки находится в балке Широкая, по которой протекает пересыхающий ручей, на расстоянии в 3 км от села Любокут и в 5-и км от села Воскресенка.
Рядом проходит железная дорога, станция Платформа 307 км в 4-х км.

## История
- 1900 год — дата основания.
- На территории сельского кладбища находится могила командира 8 отсека АПРК «К-141» (Курск), капитана-лейтенанта Сергея Владимировича Садиленко (1976 (пос. Карши, Узбекистан)) — 12 (возможно 14).08.2000 (Баренцево море, РФ). Обнаружен 29 октября 2000 года норвежскими водолазами в 9 отсеке затонувшей субмарины, вместе с 11 сослуживцами, поднят на поверхность 30 октября 2000 года. Опознан матерью — Антониной Петровной. Оставил предсмертную записку: «В 9-м отсеке 23 человека. Самочувствие плохое. Ослаблены действием СО (углекислого газа) при БЗЖ (борьбе за живучесть). Давление в отсеке 0,6 кг/см². Кончаются В-64 (пластины регенерации воздуха РДУ (регенерационной двухъярусной установки)). При выходе на поверхность не выдержим компрессию. Не хватает брасовых ремней ИДА (изолирующих дыхательных аппаратов). Отсутствуют карабины на стопор-фале. Необходимо закрепить буй-вьюшку. Протянем еще не более суток». Совместно с командиром 7 отсека капитаном-лейтенантом Дмитрием Романовичем Колесниковым и командиром 6 отсека капитаном-лейтенантом Рашидом Рамисовичем Аряповым, до последнего, вёл борьбу за жизнь 23 уцелевших и изолированных в 9 отсеке субмарины сослуживцев-подводников. Похоронен 6 ноября 2000 года.